# Камара, Илай
Илай Алиун Гино Риан Камара (нидерл. Ilay Alioune Gino Rian Camara; род. 18 января 2003, Бонхейден, Бельгия) — сенегальский футболист, полузащитник клуба «Андерлехт» и сборной Сенегала.

## Клубная карьера
Камара — воспитанник клубов «Кирберген», «Ауд-Хеверле Лёвен» и «Андерлехт». В 2022 году игрок дебютировал за дублирующий состав последних. Летом 2023 года Камара перешёл в РВДМ47. В матче против «Антверпена» он дебютировал в Жюпиле лиге. 4 ноября в поединке против «Кортрейка» Илай забил свой первый гол за РВДМ47. Летом 2024 года Камара на правах аренды перешёл в льжский «Стандард». 18 августа в матче против «Кортрейка» он дебютировал за новую команду. 

## Международная карьера
25 марта 2025 года в отборочном матче чемпионата мира 2026 против сборной Того Камара дебютировал за сборную Сенегала.